# فيفا بيانكا
فيفا بيانكا  (بالإنجليزية: Viva Bianca)‏ مواليد 17 نوفمبر 1983 في أستراليا، هي ممثلة أسترالية بدأت مسيرتها الفنية عام 2000.
أفضل دور اشتهرت به جدا دور الفتاة إليثيا في سلسلة سبارتاكوس على شبكة ستارز, في جزء سبارتاكوس: الدم والرمل وسبارتاكوس: الانتقام. والدها يدعى سيزاري سكوبيشفسكي وهو ملحن أفلام ومسلسلات وأوركسترا وهو من أصل بولندي.

## المسيرة الفنية
تخرجت بيانكا من الأكاديمية الأسترالية الغربية للفنون المسرحية (WAAPA) حيث حصلت على جائزة أفضل ممثلة.
وقد ظهرت في العديد من المسلسلات الأسترالية مثل: اوجيني ساندلر P.I. ومسلسل مارشال لو والتعري كما أنها ظهرت في أفلام أسترالية مثل: بوش السيئه والحوادث تحدث.
كما تألقت بيانكا في سلسلة سبارتاكوس في الجزئين سبارتاكوس: الدم والرمل وسبارتاكوس: الانتقام. والذي عُرض على شبكة ستارز, وكانت قد لعبت دور إليثيا وهي أبنة السناتور ألبينيوس وزوجة الجنرال الروماني غايوس كلاوديوس غلابر 
وقد ذكرت فيفا أنها قد تأثرت بالمثلين الأستراليين أمثال كيت بلانشيت وهيث ليدجر.

## وصلات خارجية
- الموقع الإلكتروني
- فيفا بيانكا على موقع IMDb (الإنجليزية)
- فيفا بيانكا على موقع ألو سيني (الفرنسية)
- فيفا بيانكا على موقع أول موفي (الإنجليزية)
- فيفا بيانكا على موقع إن إن دي بي (الإنجليزية)
- فيفا بيانكا على موقع قاعدة بيانات الفيلم (الإنجليزية)
- فيفا بيانكا على موقع كينوبويسك (الروسية)
- طاقم ممثلين مسلسل سبارتاكوس